# Orde voor Kunst en Wetenschap (Schaumburg-Lippe)
In 1899 stelde vorst George van het kleine Vorstendom Schaumburg-Lippe een Orde voor Kunst en Wetenschap, (Duits: Orden für Kunst und Wissenschaft) in. Hij volgde daarmee het voorbeeld van zijn verwanten die in Lippe-Detmold een een Ridderorde voor culturele en wetenschappelijke verdiensten instelden en dat van veel andere Duitse vorsten en koningen.

## Ontwikkeling
In 1899 bestond deze Schaumburgse Ridderorde uit:
- Het Kruis der Eerste Klasse;
- De Tweede Klasse

Het Kruis der Eerste Klasse is een geëmailleerd achtpuntig zilveren kruis met een lauwerkrans, een medaillon met het monogram van de stichter en een beugelkroon. Op de keerzijde is het wapenschild met de roos op een brandnetelblad gelegd. Op de ring daaromheen staan de woorden 'für Kunst und Wissenschaft'.

In 1914 werd dit kruis vervangen door een gouden (dat wil zeggen verguld) geëmailleerd kruis.
De Tweede Klasse werd in de drie jaar na 1899 deze ovale zilveren medaille verleend. In 1902 werd een nieuwe Tweede Klasse ingesteld. Dit was een zilveren kruis.
In 1918 werden de Orden van de afgezette vorst door de regering van de Vrijstaat Schaumburg-Lippe afgeschaft.